# Vol Pegasus Airlines 2193
Le 5 février 2020, le Boeing 737-800 du vol Pegasus Airlines 2193, en provenance d'Izmir est victime d'une sortie de piste (en) lors de son atterrissage à l'aéroport Sabiha-Gökçen d'Istanbul (Turquie) et se brise en trois. Trois personnes sont tuées, 179 blessées et l'avion est détruit (en),.
C'est le premier accident mortel de l'histoire de la compagnie turque Pegasus Airlines, créée en 1991. Il est survenu moins d'un mois après qu'un autre Boeing 737 de la même compagnie eut effectué une sortie de piste sur le même aéroport.

## Contexte

### Avion

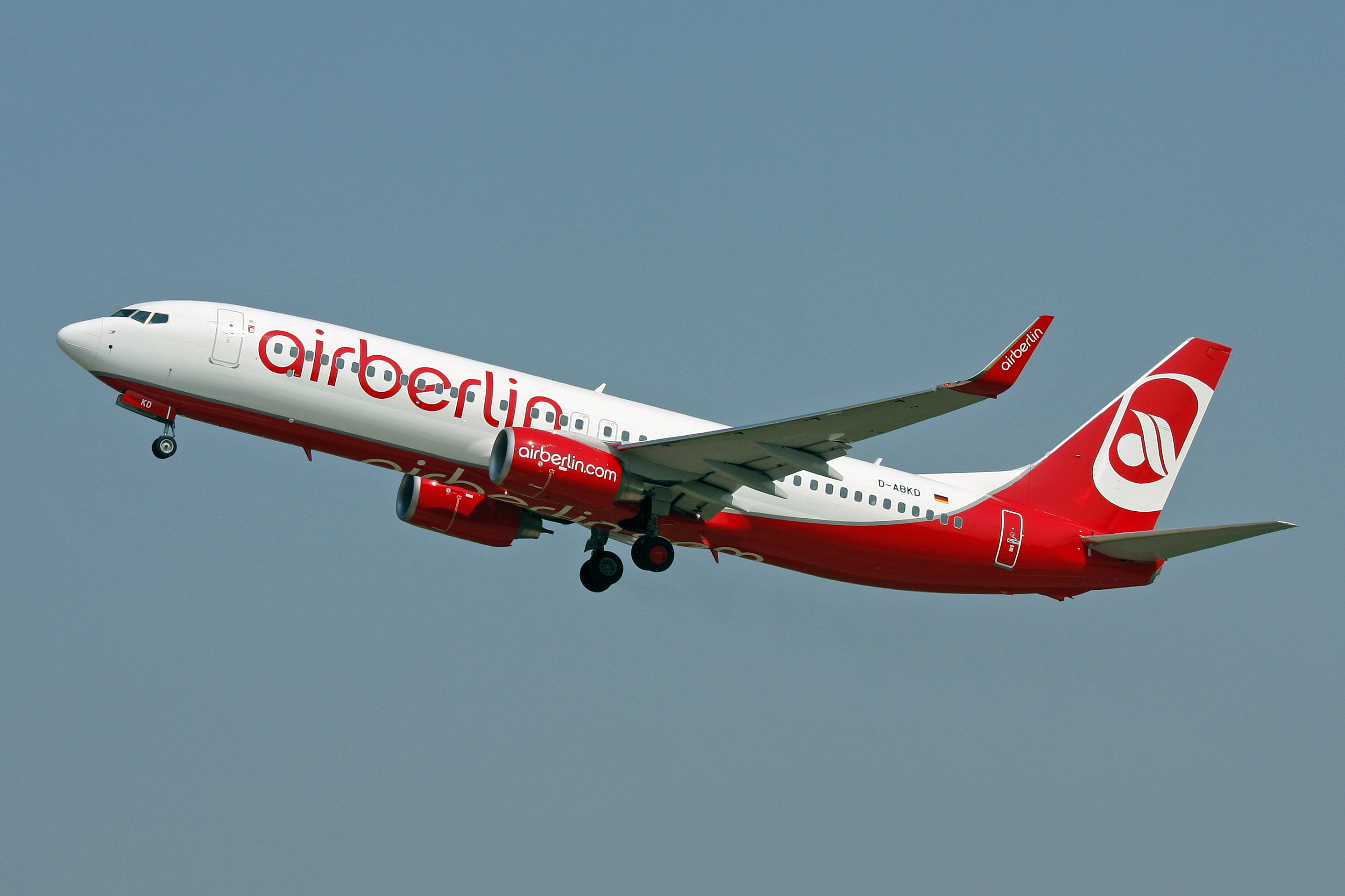
L'appareil impliqué dans l'accident, alors qu'il opérait pour Air Berlin (D-ABKD), ici à l'aéroport international de Hanovre-Langenhagen en mai 2009.

L'appareil impliqué, un Boeing 737-86J, immatriculé TC-IZK, de numéro de série 37742, effectue son premier vol le 23 janvier 2009 et a donc 11 ans au moment de l'accident. Il a d'abord été exploité par la compagnie allemande Air Berlin, avant que Pegasus Airlines en fasse l'acquisition en mai 2016,. 
Avant l'accident, la compagnie aérienne prévoit de se séparer de cet appareil à l'expiration du contrat de location, car elle envisage de passer à une flotte composée uniquement d'Airbus,.

### Passagers et équipage
À bord de l'avion, on compte 155 passagers turcs, 4 Américains, 4 Chinois, 3 Irakiens, 2 Israéliens, 2 Kirghizes, 1 Suédois, 1 Syrien, 1 Libanais, 1 Kazakh, 1 Marocain et 1 Turkmène.
Le commandant de bord est Mahmut Aslan, et le copilote est Ferdinant Pondaag, un ressortissant néerlandais.

## Accident
Le vol 2193, reliant l'aéroport Adnan-Menderes d'Izmir à Istanbul, se déroule sans le moindre problème jusqu'à la phase d'approche. Vers 18 h 30 heure locale (15 h 30 en temps universel), l'avion tente d'atterrir à Istanbul-Sabiha Gökçen, sous une pluie battante et un fort vent arrière. Un orage accompagné de fortes rafales de vent traverse la région au moment de l'accident.
Après ce que le ministre des Transports et des Infrastructures turc, Mehmet Cahit Turhan (en), qualifie d'« atterrissage brutal », l'avion ne parvient pas à décélérer à temps. Il dérape à l'extrémité est de la piste, glisse sur une soixantaine de mètres, chute d'un talus de 30 à 40 mètres de haut, puis se brise en trois sections.

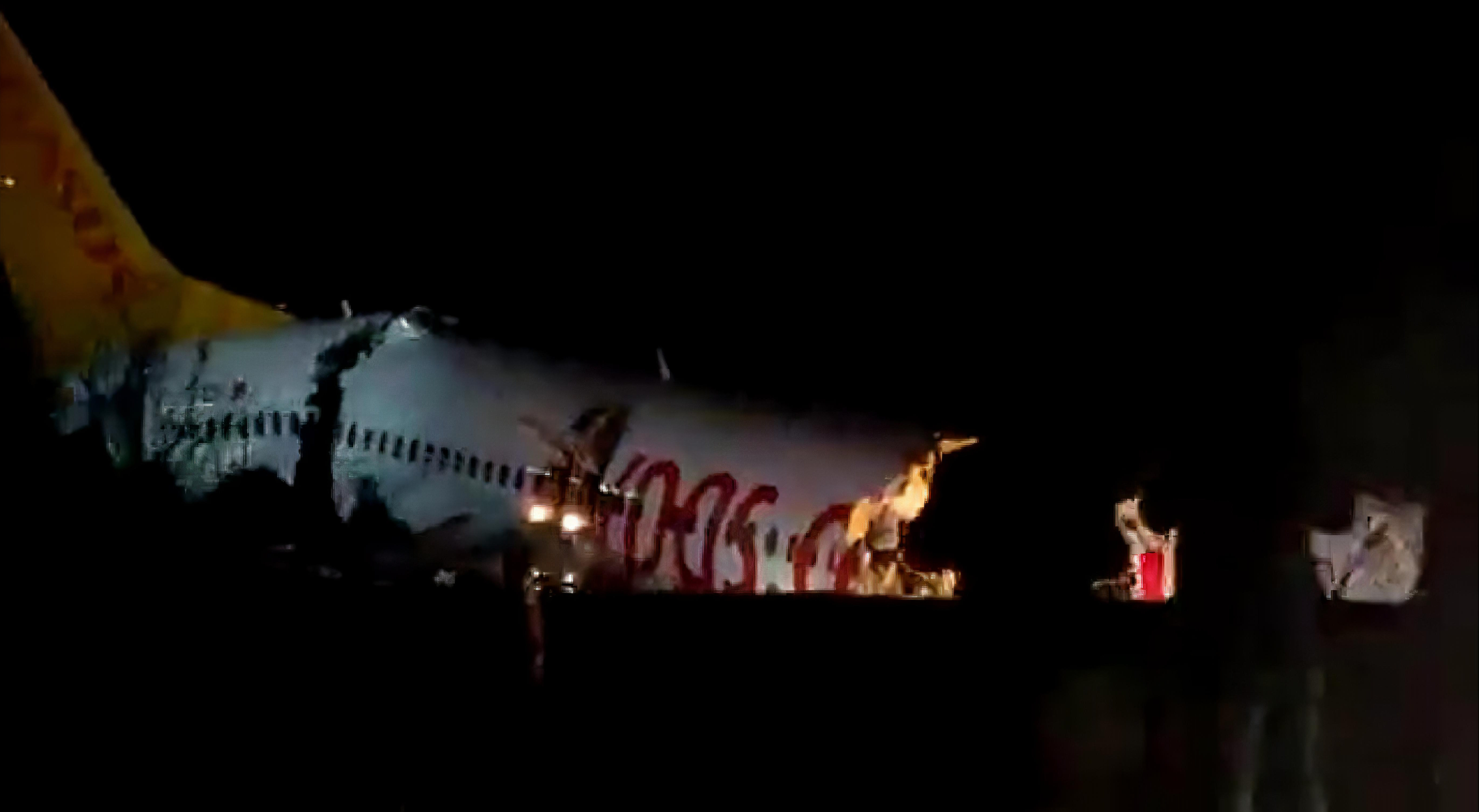
L'épave du vol 2193, photographiée après l'accident.

La partie avant du fuselage étant particulièrement endommagée pendant l'incident, les passagers s'échappent de l'avion par des trous entre les sections du fuselage. Un incendie se déclare, avant d'être rapidement éteint par les pompiers.
Le ministre turc de la Santé, le Dr Fahrettin Koca, déclare que trois passagers sont morts et que 179 occupants de l'appareil sont hospitalisés pour cause de blessures.
À la suite de l'accident, l'aéroport Sabiha-Gökçen ferme pendant dix heures à tous les vols, intérieurs comme internationaux. Les avions sont déroutés vers l'aéroport d'Istanbul. Le trafic reprend progressivement à 4 h du matin, heure locale (1 h en temps universel), le 6 février.

## Enquête
À la suite de l'accident, le parquet anatolien d'Istanbul ouvre une enquête contre le commandant de bord blessé de l'avion, Mahmut Aslan, et le copilote Ferdinant Pondaag, accusés d'avoir « causé plusieurs morts et blessés par négligence ». Il est décidé de prélever des échantillons de sang et de les envoyer à l'Institut de médecine légale (tr) pour déterminer si les deux pilotes sont consommateurs d'alcool ou d'autres drogues. 
Le parquet exige également la saisie des smartphones des deux pilotes. Le bureau du procureur général demande que les images des caméras de sécurité filmant la piste de l'accident, ainsi que les transcriptions des communications entre la tour de contrôle et les pilotes, soient versées au dossier d'enquête.
Le rapport final d'expertise conclut que l'accident est dû à plusieurs facteurs combinés. Le commandant de bord est jugé principalement responsable pour ne pas avoir pris en compte les conditions météorologiques difficiles (fort vent arrière, piste humide) et avoir désactivé trop tôt les systèmes de freinage, entraînant un aquaplanage. Le copilote, peu expérimenté (400 heures de vol), est jugé secondairement responsable pour ne pas avoir alerté ni pris les commandes pour remettre les gaz en absence de réaction du commandant. Les contrôleurs aériens des tours de Sabiha Gökçen et Yeşilköy sont également jugés responsables d'avoir avoir autorisé l'atterrissage malgré les conditions risquées. Enfin, HEAŞ, gestionnaire de l'aéroport, est fautif pour l'absence d'aire de sécurité d'extremité de piste (en) et pour un nettoyage insuffisant de la piste.

## Conséquences
Après l'accident, le cours des actions de Pegasus perd 2,85 % à la bourse d'Istanbul. Le 6 février 2020 lors de la clôture, une action de Pegasus Airlines s'échange à 71,95 lires turques (10 euros et 79 centimes) contre 74,65 (11 euros et 20 centimes) lors de l'ouverture.